# تيد ألبرشت
تيد ألبرشت (بالإنجليزية: Ted Albrecht)‏ هو لاعب كرة قدم أمريكية أمريكي، ولد في 8 أكتوبر 1954 في هارفي في الولايات المتحدة.

## وصلات خارجية
- تيد ألبرشت على موقع مرجع كرة القدم المحترفة.كوم (الإنجليزية)